# حبیب فرعباسی
حبیب فرعباسی (زادهٔ ۱۳ شهریور ۱۳۷۶) بازیکن فوتبال اهل ایران است که هم اکنون در پست دروازه‌بان برای باشگاه فوتبال استقلال در لیگ برتر خلیج فارس بازی می‌کند.

## دوران باشگاهی
وی هم اکنون به عنوان دروازه‌بان برای باشگاه فوتبال تراکتوربازی می کند، همچنین سابقه بازی در تیم های نفت مسجدسلیمان، تراکتور، ذوب‌آهن ، ملوان و تیم ملی فوتبال امید ایران را نیز در کارنامه فعالیت خود دارد.